# Towton
Towton est un village et une paroisse civile du Yorkshire du Nord, en Angleterre. Il est situé dans le sud du comté, à environ quatre kilomètres au sud de Tadcaster, sur la route A162. Au moment du recensement de 2011, il comptait 226 habitants et au recensement de 2021, il comptait 214 habitants.

## Histoire
Le village est attesté à la fin du XIe siècle dans le Domesday Book, sous le nom Touetun. Étymologiquement, il est constitué d'un nom de personne scandinave auquel est suffixé le vieil anglais tūn désignant une ferme ou un village, d'où « ferme ou village du dénommé Tófi ».
Il est principalement connu pour la bataille de Towton, un affrontement particulièrement sanglant de la guerre des Deux-Roses qui s'est déroulé au sud-ouest du village en 1461.